# Richard Fellinger

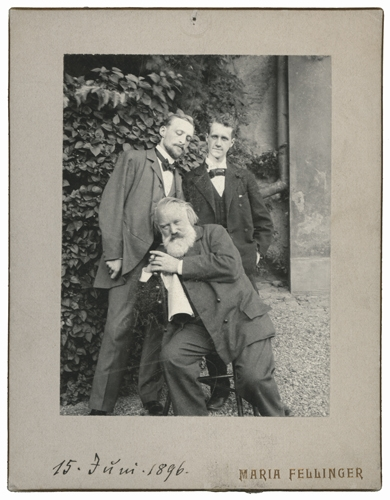
Johannes Brahms mit Richard (links) und Robert Fellinger (rechts) (Silberhochzeit von Richard Albert und Maria Fellinger, 15. Juni 1896)

Richard Josef Fellinger (Pseudonym: Richard Freiling; *  26. März 1872 in Elberfeld; † 19. Mai 1952 in Tübingen) war ein deutscher Schriftsteller, Musikwissenschaftler und Dramatiker sowie Jurist und Leiter der wirtschaftspolitischen Abteilung der Siemenswerke.

## Leben
Richard Fellinger war der älteste Sohn des deutsch-österreichischen Industriellen und Siemens-Werk-Leiters Richard Albert Fellinger (1848–1903) und dessen Ehefrau Maria Fellinger (1849–1925), geborene Köstlin, einer deutsch-österreichischen Bildhauerin und Fotografin. Der Elektrotechniker und Leiter der Zentralstelle für wissenschaftliche und technische Forschungsaufgaben der Siemenswerke Robert Fellinger war sein Bruder. Der Rechtswissenschaftler Christian Reinhold Köstlin war sein Großvater, die Liedkomponistin, Pianistin und Sängerin der Romantik Josephine Caroline Lang war seine Großmutter. Der Ministerialbeamte und Manager Hermann Fellinger war sein Cousin. Die Familie war mit der deutschen Pianistin und Komponistin und Patin von Robert Fellinger Clara Schumann sowie mit Johannes Brahms, der bei der Familie zudem einige seiner Werke uraufführte, eng befreundet.

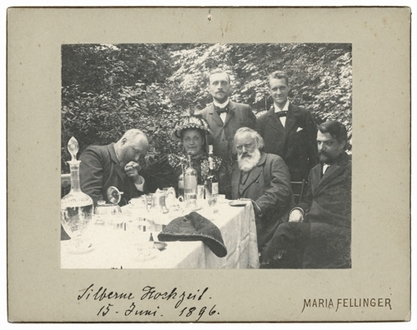
Familie Fellinger mit Johannes Brahms (sitzend v. l. n. r.: Richard Albert Fellinger, Maria Fellinger, Johannes Brahms, vmtl. Robert Hausmann, stehend: Richard Fellinger, Robert Fellinger, Silberhochzeit von Richard Albert und Maria Fellinger, 15. Juni 1896)

Richard Fellinger studierte nach dem Abitur von 1892 bis 1894 Rechtswissenschaft an der Eberhard Karls Universität Tübingen, promovierte in Deutschland im Lauf der Zeit zum Dr. jur. und wurde 1893 Mitglied der Tübinger Studentenverbindung Akademische Gesellschaft Stuttgardia. Er war bei Siemens & Halske und Siemens-Schuckertwerke tätig und wirkte später als Leiter der wirtschaftspolitischen Abteilung der Siemenswerke.
Fellinger war seit 1898 mit Elisabeth, geb. Köstlin verheiratet. Das Paar hatte drei Söhne.

## Schriften
- Der Deutsche Juristentag und das Privatangestelltenrecht. Stilke, Berlin 1912

## Werke
- Die Wegmacher. Schauspiel, 1900
- Ein Feiertag. Schauspiel, 1905
- Der Zeuge. Drama, 1905
- Der Unsichere. Schauspiel, 1905
- Die Pfarrerin. Schauspiel, 1908
- Klänge um Brahms. Erinnerungen. Deutsche Brahms-Gesellschaft, Berlin 1933
- mit Peter Goessler: Zur Geschichte eines alten Tübinger Professorenhauses. In: Tübinger Blätter. Jg. 35 (1946/47), S. 48–56